# Лидывуй (Пайгусовское сельское поселение)
Лидывуй (горномар. Лидӹвуй) — упразднённая деревня в Горномарийском районе Марий Эл Российской Федерации. Входила в состав Пайгусовского сельского поселения. В 2025 году деревня включена в состав деревни Алатаево и исключена из учтных данных.

## География
Располагается в 5 км на юго-восток от административного центра сельского поселения — села Пайгусово.

## История
Название селения происходит от сочетания марийских слов «лиды» — ложбина, сухой овраг и «вуй» — конец, голова (деревня в конце оврага).

## Население
| 2002 | 2010 | 2014 |
| ---- | ---- | ---- |
| 22   | ↗27  | →27  |